# Province d'Atalaya
Pour les articles homonymes, voir Atalaya.
La province d'Atalaya (en espagnol : Provincia de Atalaya) est l'une des quatre provinces de la région d'Ucayali, dans le centre-est du Pérou. Son chef-lieu est la ville d'Atalaya.

## Géographie
La province couvre une superficie de 38 924,43 km2. Elle est limitée au nord par la province de Coronel Portillo et le Brésil, à l'est par la province de Purús, au sud par la région de Cuzco et la région de Junín, et à l'ouest par la région de Pasco.

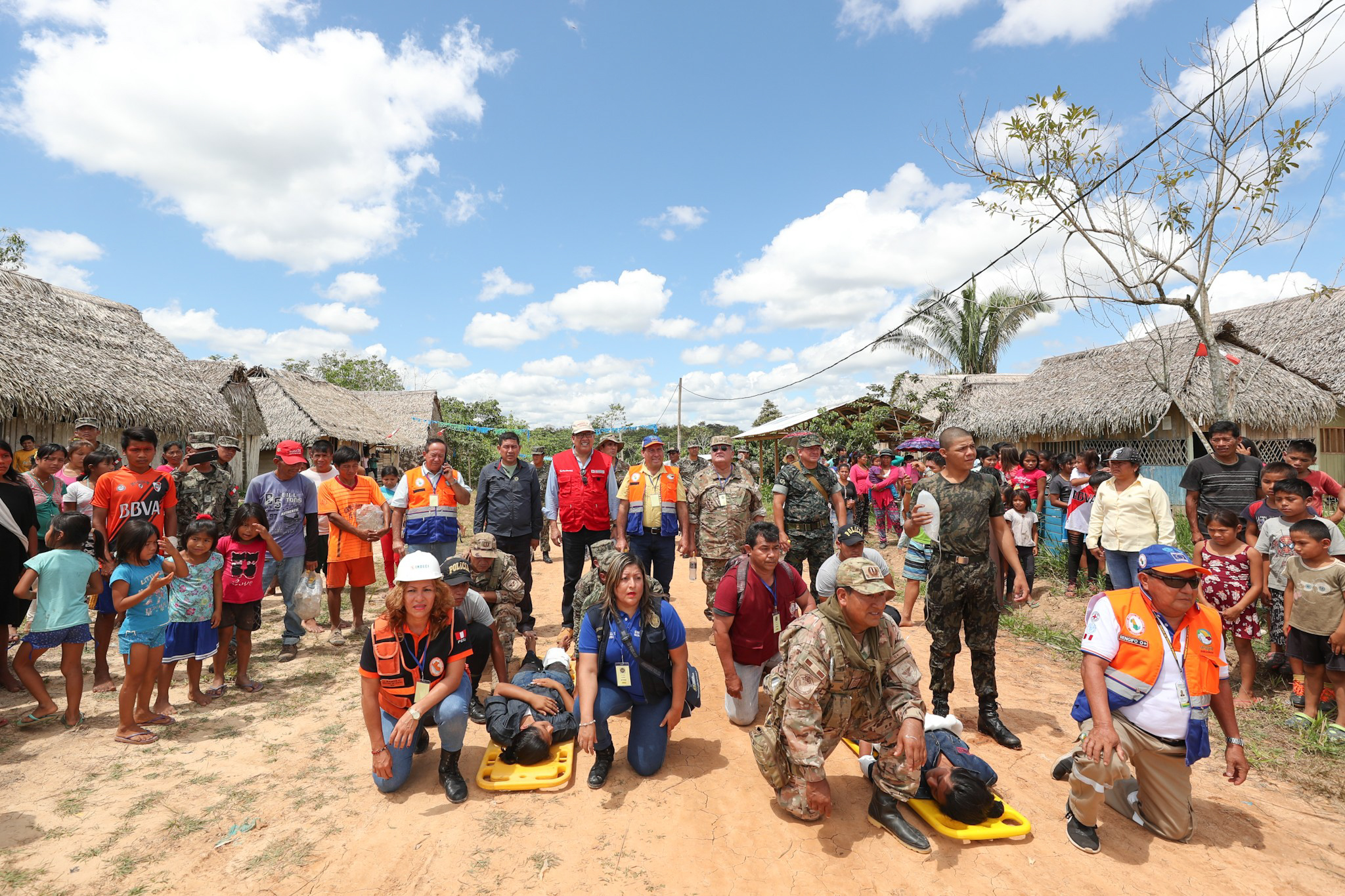
Mission civique dans la ville de Breu dans le district de Yuruá.

## Histoire
La province fut créée le 1er juin 1982.

## Population
La population de la province s'élevait à 38 104 habitants en 2005.

## Subdivisions
La province est divisée en quatre districts :
- Raymondi
- Sepahua
- Tahuanía
- Yurúa